# Dinxperlo

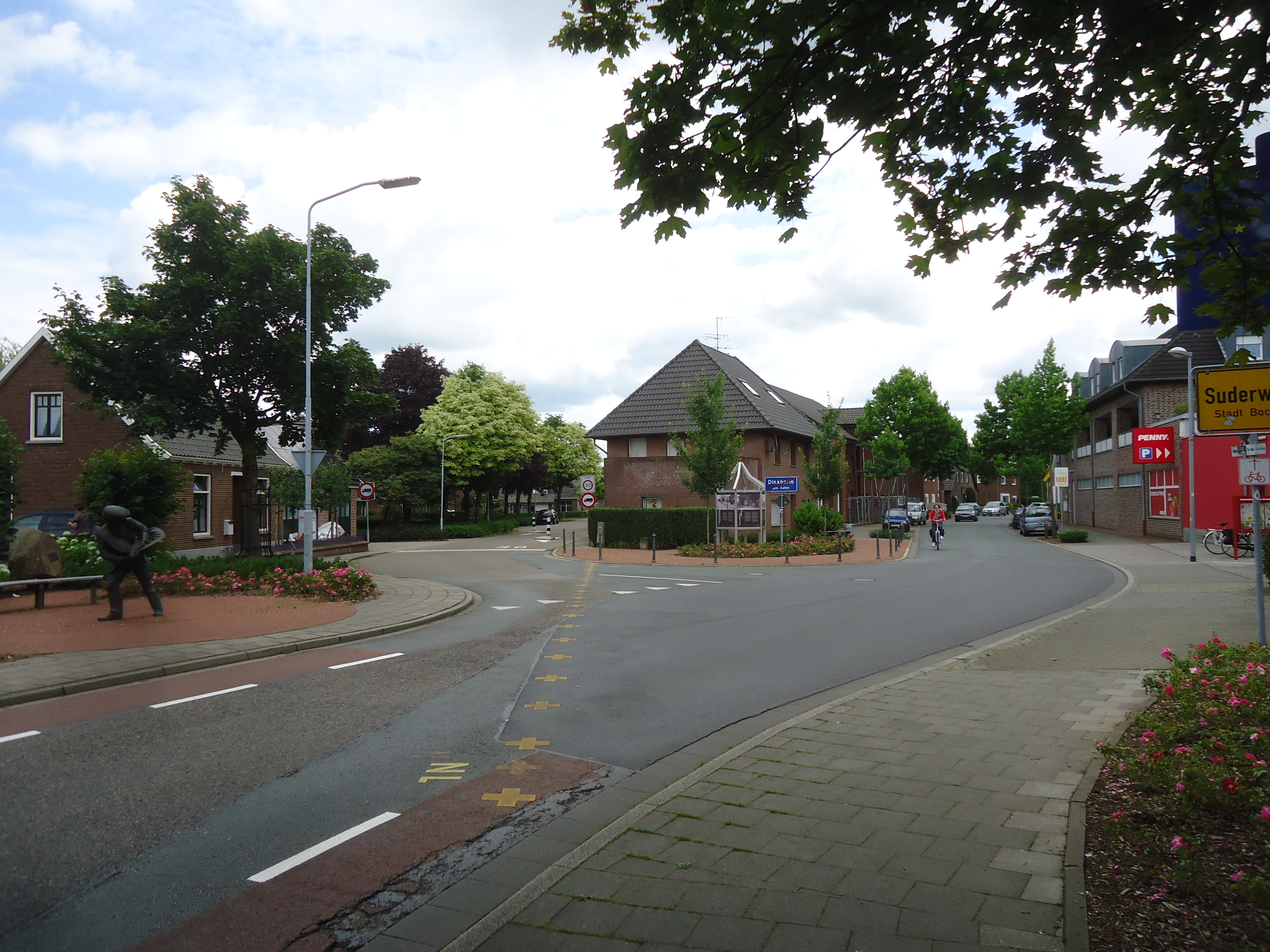
Dinxperlo - Suderwick (Alemania)

Dinxperlo (en bajo sajón neerlandés: Dinsper / Dinxper) es una localidad situada en el municipio holandesa de Aalten, en la Provincia de Güeldres.
En enero de 2005, el municipio autónomo se fusionó con el municipio de Aalten.
Dinxperlo está en la frontera con la localidad alemana de Suderwick.